# Gerardus Hermans
Gerardus Hermans O.S.C. (Venlo, 23 november 1764 - Grave, 23 augustus 1841) was een Nederlands geestelijke en een apostolisch vicaris van de Rooms-Katholieke Kerk.
Hermans, een zoon van Henricus Hermans en Maria Ingenhaegh, legde na zijn intrede in het klooster der Kruisheren in Venlo zijn kloostergeloften af op 10 februari 1784. Hij was werkzaam als docent poetica en retorica en werd in 1798 rector van de latijnse school in Grave. Vanaf 1801 was hij werkzaam in diverse pastorale functies.
In 1824 werd Hermans benoemd tot apostolisch vicaris van het vicariaat Grave–Nijmegen, als opvolger van Jan van Velde tot Melroy en Sart-Bomal die op 22 januari 1824 was overleden.
Op 13 januari 1839 werd Hermans benoemd tot commissaris-generaal van zijn orde.
- Biografisch Portaal: 11380943
- Digitale Bibliotheek voor de Nederlandse Letteren: herm040
- International Standard Name Identifier: 0000 0003 9490 6702
- Nederlandse Thesaurus van Auteursnamen: 070780463
- Virtual International Authority File: 289514074
- WorldCat: E39PBJjXkbdPy4Md764G4kdCwC